# Герке Антон Августович
Антон Августович Герке (9 (21) серпня 1812, Пулини — 5 (17) серпня 1870, маєток Креля, Валдайський повіт, Новгородська губернія, Російська імперія) — російський піаніст та музичний педагог.

## Біографія
Музикант в четвертому поколінні, отримав перші уроки музики у свого батька, польсько-німецького скрипаля Августа Герке.
У 1818 році вперше виступив у концерті під керівництвом свого батька, в цей період керував домашньою капелою графів Ганських.
З 1820 року навчався в Москві у Джона Фільда; 26 січня 1823, як повідомляла німецька «Загальна музична газета», виконав у Києві один з концертів Фильда «з одностайним схваленням та успіхом». Потім вдосконалював виконавську майстерність під керівництвом Фрідріха Калькбреннера в Парижі, Ігнаца Мошелеса в Лондоні, Фердинанда Ріса в Гамбурзі.
Самостійно концертував з 1832 року, в наступному році отримав звання придворного піаніста. В Санкт-Петербурзі входив до гуртка артистів, що збиралися у інспектора студентів Петербурзького університету А. І. Фіцтума та брали участь у так званих Університетських концертах під керівництвом Карла Шуберта, а в 1840 р. став одним із засновників Санкт-Петербурзького симфонічного товариства, попередника Російського музичного товариства.
В 1837 році гастролював у Парижі та Лейпцигу — як стверджує Енциклопедія Брокгауза та Ефрона, Роберт Шуман характеризував виконання Герке як «з'єднання легкості, ніжності та спокою з вірністю та виразністю і особливим мистецтвом володіти інструментом». У
У 1866 році вперше в Петербурзі виконав «Танець смерті» Ференца Ліста. Проте, «Загальний біографічний словник музикантів» Франсуа Жозефа Феті в 1862 р. стверджував, що Герке належить до числа музикантів-вундеркіндів, які не виправдали сподівань.
Після заснування 1862 р. Санкт-Петербурзької консерваторії Герке став професором по класу фортепіано, серед його учнів, зокрема, були Модест Мусоргський, Герман Ларош, Федір Беграм та майбутній директор консерваторії Микола Заремба. У загальній складності, за твердженням сина Герке Августа Антоновича (1841–1902), що опублікував біографію свого батька, у Герке було більше 2000 учнів. За словами радянського музикознавця Т. В. Попової,

У своїй педагогічній діяльності Герке слідував традиціям Фільда. Від учнів він домагався насамперед гарної, акуратною техніки, виразності, точності та елегантності виконання. Ідеалом його була повна чарівною принади фільдівська «jeu perle» — «перлинна гра»… Своїм учням Герке давав грати головним чином блискучі салонні п'єси модних віртуозів: Гензельта, Гуммеля, Герца, а часом і деякі віртуозні п'єси Ліста. Траплялося, в їхньому репертуарі прослизала яка-небудь з бетховенських сонат, а іноді й п'єса Шопена або Шумана.

Герке пробував свої сили і на композиторському терені, але його твори майже всі залишилися в рукописі.
Почесний член Санкт-Петербурзького Філармонічного товариства (1858).